# Lídziya Marózava
Lídziya Marózava (en bielorruso: Лідзія Марозава; nació el 8 de octubre de 1992 en Minsk) es una tenista de Bielorrusia.
Marózava ha ganado 20 títulos de dobles en la ITF tour en su carrera. El 25 de septiembre de 2017, alcanzó su mejor ranking en individual el cual fue 468 del mundo. El 1 de octubre de 2018, alcanzó el puesto número 37 del mundo en el ranking de dobles.
Jugó por Bielorrusia en la Fed Cop, Marózava tiene un récord de ganados y perdidos de 1-2.
Ella hizo su debut en Grand Slam en el Campeonato de Wimbledon 2017 en dobles, luego de entrar como lucky loser junto a Lesley Kerkhove.

## Título WTA (4: 0+4)

### Dobles (4)
| Leyenda                                |
| -------------------------------------- |
| Grand Slam (0)                         |
| Juegos Olímpicos (0)                   |
| WTA Finals (0)                         |
| WTA Elite Trophy (0)                   |
| P. Mandatory & Premier 5, WTA 1000 (0) |
| Premier, WTA 500 (0)                   |
| International, WTA 250 (4)             |

| N.º | Fecha                 | Torneos     | Superficie    | Pareja                 | Oponentes en la final               | Resultado           |
| --- | --------------------- | ----------- | ------------- | ---------------------- | ----------------------------------- | ------------------- |
| 1.  | 21 de octubre de 2017 | Luxemburgo  | Dura (i)      | Lesley Kerkhove        | Eugénie Bouchard Kirsten Flipkens   | 6-7(4), 6-4, [10-6] |
| 2.  | 25 de julio de 2021   | Gdynia      | Tierra batida | Anna Danilina          | Kateryna Bondarenko Katarzyna Piter | 6-3, 6-2            |
| 3.  | 27 de febrero de 2022 | Guadalajara | Dura          | Kaitlyn Christian      | Wang Xinyu Lin Zhu                  | 7-5, 6-3            |
| 4.  | 2 de julio de 2023    | Bad Homburg | Hierba        | Ingrid Gamarra Martins | Eri Hozumi Monica Niculescu         | 6-0, 7-6(3)         |

#### Finalista (5)
| N.º | Fecha                  | Torneos      | Superficie    | Pareja                 | Oponentes en la final             | Resultado        |
| --- | ---------------------- | ------------ | ------------- | ---------------------- | --------------------------------- | ---------------- |
| 1.  | 27 de julio de 2016    | Bastad       | Tierra batida | Lesley Kerkhove        | Andreea Mitu Alicja Rosolska      | 3-6, 5-7         |
| 2.  | 4 de mayo de 2018      | Praga        | Tierra batida | Mihaela Buzărnescu     | Nicole Melichar Květa Peschke     | 4-6, 2-6         |
| 3.  | 14 de octubre de 2018  | Hong Kong    | Dura          | Shuko Aoyama           | Samantha Stosur Shuai Zhang       | 4-6, 4-6         |
| 4.  | 4 de noviembre de 2018 | Elite Trophy | Dura (i)      | Shuko Aoyama           | Lyudmyla Kichenok Nadiia Kichenok | 4-6, 6-3, [7-10] |
| 5.  | 26 de mayo de 2023     | Rabat        | Tierra batida | Ingrid Gamarra Martins | Sabrina Santamaria Yana Sizikova  | 6-3, 1-6, [8-10] |

## Títulos WTA 125s

### Dobles (2–0)
| Resultado | Fecha                   | Torneos  | Superficie    | Pareja          | Oponentes en la final                  | Resultado |
| --------- | ----------------------- | -------- | ------------- | --------------- | -------------------------------------- | --------- |
| Campeona  | 5 de septiembre de 2020 | Praga    | Tierra batida | Andreea Mitu    | Giulia Gatto-Monticone Nadia Podoroska | 6-4, 6-4  |
| Campeona  | 31 de julio de 2021     | Belgrado | Tierra batida | Olga Govortsova | Alena Fomina Ekaterina Yashina         | 6–2, 6–2  |